# Patriarcato armeno di Costantinopoli
Il patriarcato armeno di Costantinopoli (in armeno Պատրիարքութիւն Հայոց Կոստանդնուպոլսոյ) è una diocesi patriarcale appartenente alla Chiesa apostolica armena. Fu fondato nell'anno 1461. 

## Storia
Il patriarcato fu fondato nel 1461, appena dopo la conquista ottomana di Costantinopoli, per volere del sultano Maometto II, che sottopose alla sua giurisdizione tutti gli armeni del suo impero. L'importanza del patriarcato armeno cominciò a decadere con il decadere della potenza ottomana, fino a restringersi ai soli armeni di Turchia, esclusi quelli che sono sottoposti al Catolicosato della Grande Casa di Cilicia.
Nel 1914 il patriarcato comprendeva ancora 12 arcidiocesi e 27 diocesi, oltre a 6 monasteri autonomi. Ma il Genocidio armeno del 1915 fece scomparire del tutto queste circoscrizioni. Lo stesso Patriarca dovette lasciare Istanbul e la sede rimase vacante per anni. Con il Trattato di Losanna del 1923 il governo turco accettò l'esistenza del Patriarcato armeno di Costantinopoli, ma ne limitò i compiti al solo ambito religioso. Solo però l'intervento del catholicòs di Echmiadzin poté normalizzare definitivamente la situazione con la nomina di Mesrob I Naroyan nel 1944. Questi però fu deposto nel 1950 dai suoi stessi fedeli. Successore fu Karekin Katciadurian che riorganizzò il patriarcato e fondò un seminario armeno.
Attualmente la chiesa armena in Turchia possiede 35 chiese a Istanbul e dintorni, ed altre chiese a Kayseri, Diyarbakır, Derik, Alessandretta, Vakıflı Köyü e Kirikhan. La sua giurisdizione si estende ai fedeli armeni della Turchia e dell'isola di Creta in Grecia.

## Cronotassi dei Patriarchi armeni di Costantinopoli
- Hovakim I di Costantinopoli (1461–1478) -- Յովակիմ Պրուսացի
- Nigolayos I di Costantinopoli (1478–1489) -- Նիկողայոս
- Garabed I di Costantinopoli (1489–1509) -- Կարապետ
- Mardiros I di Costantinopoli (1509–1526) -- Մարտիրոս
- Krikor I di Costantinopoli (1526–1537) -- Գրիգոր Ա
- Astvadzadur I di Costantinopoli (1537–1550) -- Աստուածատուր Ա
- Stepanos I di Costantinopoli (1550–1560) -- Ստեփանոս Ա
- Diradur I di Costantinopoli (1561–1563) -- Տիրատուր Ա Սսեցի
- Hagop I di Costantinopoli (1563–1573) -- Յակոբ Ա
- Hovhannes I di Costantinopoli (1573–1581) -- Յովհաննէս Ա Տիարպեքիրցի
- Tovmas I di Costantinopoli (1581–1587) -- Թովմաս Գաղատիոյ
- Sarkis I di Costantinopoli (1587–1590) -- Սարգիս Ա Ուլնիոյ
- Hovhannes II di Costantinopoli (1590–1591) -- Յովհաննէս Բ
- Azaria I di Costantinopoli (1591–1592) -- Ազարիա Ա Ջուղայեցի
- Sarkis II di Costantinopoli (1592–1596) -- Սարգիս Բ Պարոն-Տեր Զեթունցի
- Diradur I di Costantinopoli (1596–1599), restored -- Տիրատուր Ա Սսեցի
- Melkisetek I di Costantinopoli (1599–1600) -- Մելքիսեդեք Ա Գառնեցի
- Hovhannes III di Costantinopoli (1600–1601) -- Յովհաննէս Գ Խուլ Կոստանդնուպոլսեցի
- Krikor II di Costantinopoli (1601–1608) -- Գրիգոր Բ Կեսարացի
  - sede vacante (1608–1611)
- Krikor II di Costantinopoli (1611–1621), reinsediato per la prima volta -- Գրիգոր Բ Կեսարացի
- Hovhannes III (1621–1623), reinsediato per la prima volta -- Յովհաննէս Գ Խուլ Կոստանդնուպոլսեցի
- Krikor II (1623–1626), reinsediato per la seconda volta -- Գրիգոր Բ Կեսարացի
- Zakaria I di Costantinopoli (1636–1639) -- Զաքարիա Ա Վանեցի
- Hovhannes III (1631–1636), reinsediato per la seconda volta -- Հովհաննես Գ Խուլ Կոստանդնուպոլսեցի
- Zakaria I (1636–1639), reinsediato -- Զաքարիա Ա Վանեցի
- Tavit I di Costantinopoli (1639–1641) -- Դաւիթ Ա Արևելցի
- Giragos I di Costantinopoli (1641–1642) -- Կիրակոս Ա Երեւանցի
- Khachatur I di Costantinopoli (1642–1643) -- Խաչատուր Ա Սեբաստացի
- Tavit I (1643–1644), reinsediato per la prima volta -- Դաւիթ Ա Արեւելցի
- Tovmas II di Costantinopoli (1644) -- Թովմաս Բ Բերիացի
- Tavit I (1644–1649), reinsediato per la seconda volta -- Դաւիթ Ա Արեւելցի
- Tavit I (1650–1651), reinsediato per la terza volta -- Դաւիթ Ա Արեւելցի
- Yegiazar I di Costantinopoli (1651–1652) -- Եղիազար Ա Այնթապցի
- Hovhannes IV di Costantinopoli (1652–1655) -- Յովհաննէս Դ Մուղնեցի
  - sede vacante (1655–1657)
- Tovmas II (1657–1659), reinsediato -- Թովմաս Բ Բերիացի
- Mardiros II di Costantinopoli (1659–1660) -- Մարտիրոս Բ Քեֆեցի
- Ghazar I di Costantinopoli(1660–1663) -- Ղազար Ա Սեբաստացի
- Hovhannes V di Costantinopoli (1663–1664) -- Հովհաննես Ե Թութունճի
- Sarkis III di Costantinopoli (1664–1665) -- Սարգիս Գ Թեքիրտաղցի
- Hovhannes V (1665–1667), reinsediato -- Յովհաննէս Ե Թութունճի
- Sarkis III (1667–1670), reinsediato -- Սարգիս Գ Թեքիրտաղցի
- Stepanos II di Costantinopoli (1670–1674) -- Ստեփանոս Բ Մեղրեցի
- Hovhannes VI di Costantinopoli (1674–1675) -- Հովհաննես Զ Ամասիացի
- Andreas I di Costantinopoli (1673–1676) -- Անդրէաս Ստամպոլցի
- Garabed II di Costantinopoli (1676–1679) -- Կարապետ Բ Կեսարացի
- Sarkis IV di Costantinopoli (1679–1680) -- Սարգիս Դ Էքմեքճի
- Garabed II (1680–1681), reinsediato per la prima volta -- Կարապետ Բ Կեսարացի
- Toros I di Costantinopoli (1681) -- Թորոս Ա Ստամպոլցի
- Garabed II (1681–1684), reinsediato per la seconda volta -- Կարապետ Բ Կեսարացի
- Yeprem I di Costantinopoli (1684–1686) -- Եփրեմ Ա Ղափանցի
- Garabed II (1686–1687), reinsediato per la terza volta -- Կարապետ Բ Կեսարացի
- Toros I (1687–1688), reinsediato -- Թորոս Ա Ստամպոլցի
- Khachatur II di Costantinopoli (1688) -- Խաչատուր Բ Ճլեցի
- Garabed II (1688–1689), reinsediato per la quarta volta -- Կարապետ Բ Կեսարացի
  - sede vacante (1689–1692)
- Matteos I di Costantinopoli (1692–1694) -- Մատթէոս Ա Կեսարացի
- Yeprem I (1694–1698), reinsediato per la prima volta -- Եփրեմ Ա Ղափանցի
- Melkisetek II di Costantinopoli (1698–1699) -- Մելքիսեդեկ Բ Սուպհի
- Mkhitar I di Costantinopoli (1699–1700) -- Մխիթար Ա Քիւրտիստանցի
- Melkisetek II (1700–1701), reinsediato -- Մելքիսեդեկ Բ Սուպհի
- Yeprem I (1701–1702), reinsediato per la seconda volta -- Եփրեմ Ա Ղափանցի
- Avedik I di Costantinopoli (1702–1703) -- Աւետիք Եվդոկիացի
- Kalust Gaydzag I (1703–1704) -- Գալուստ Կայծակն Ա Ամասիացի
- Nerses I di Costantinopoli (1704) -- Ներսէս Ա Պալաթցի
- Avedik I (1704–1706), reinsediato -- Աւետիք Եվդոկիացի
- Mardiros III di Costantinopoli (1706) -- Մարտիրոս Գ Երզնկացի
- Mickael I di Costantinopoli (1706–1707) -- Միքայել Խարբերդցի
- Sahag I di Costantinopoli (1707) -- Սահակ Ապուչեխցի
- Hovhannes VII di Costantinopoli (1707–1708) -- Յովհաննէս Է Իզմիրցի
- Sahag I (1708–1714), reinsediato -- Սահակ Ապուչեխցի
- Hovhannes VIII di Costantinopoli (1714–1715) -- Յովհաննէս Ը Գանձակեցի
- Hovhannes IX di Costantinopoli (1715–1741) -- Յովհաննէս Թ Կոլոտ Բաղիշեցի
- Hagop II di Costantinopoli (1741–1749) -- Յակոբ Բ Նալեան Զմմարացի
- Brokhoron I di Costantinopoli (1749) -- Պրոխորոն Սիլիստրեցի
- Minas I di Costantinopoli (1749–1751) -- Մինաս Ա Ակներցի
- Kevork I di Costantinopoli (1751–1752) -- Գևորգ Ա Ղափանցի
- Hagop II (1752–1764), reinsediato -- Յակոբ Բ Նալեան Զմմարացի
- Krikor III di Costantinopoli (1764–1773) -- Գրիգոր Գ Պասմաճեան Կոստանդնուպոլսեցի
- Zakaria II di Costantinopoli (1773–1781) -- Զաքարիա Բ Փոքուզեան Կաղզվանցի
- Hovhannes X di Costantinopoli (1781–1782) -- Յովհաննէս Ժ Համատանցի
- Zakaria II (1782–1799), reinsediato -- Զաքարիա Բ Փոքուզյան Կաղզվանցի
- Taniel I di Costantinopoli (1799–1800) -- Դանիել Սուրմառեցի
- Hovhannes XI di Costantinopoli (1800–1801) -- Յովհաննէս ԺԱ Չամաշըրճեան Բաբերդցի
- Krikor IV di Costantinopoli (1801–1802) -- Գրիգոր Դ Խամսեցի
- Hovhannes XI (1802–1813), reinsediato -- Յովհաննէս ԺԱ Չամաշըրճյան Բաբերդցի
- Abraham I di Costantinopoli (1813–1815) -- Աբրահամ Ա Գոլյան Տաթևացի
- Boghos I di Costantinopoli (1815–1823) -- Պօղոս Ա Գրիգորյան Ադրիանուպոլսեցի
- Garabet III di Costantinopoli (1823–1831) -- Կարապետ Գ Պալաթցի
- Stepanos III di Costantinopoli (1831–1839) -- Ստեփանոս Բ Աղավնի Զաքարեան
- Hagopos III di Costantinopoli (1839–1840) -- Յակոբոս Գ Սերոբեան
- Stepanos III (1840–1841), reinsediato -- Ստեփանոս Բ Աղավնի Զաքարեան
- Astvadzadur II di Costantinopoli (1841–1844) -- Աստուածատուր Բ Կոստանդնուպոլսեցի
- Matteos II di Costantinopoli (1844–1848) -- Մատթէոս Բ Չուխաճեան Կոստանդնուպոլսեցի
- Hagopos III (1848–1856), reinsediato -- Յակոբոս Գ Սերոբեան
- Kevork II di Costantinopoli (1856–1860) -- Գէորգ Բ Քերեսթեճեան Կոստանդնուպոլսեցի
- Sarkis V di Costantinopoli (1860–1861) -- Սարգիս Ե Գույումճեան Ադրիանուպոլսեցի
  - Sede vacante (1861-1863) Stepan Maghakyan locum tenens Ստեփան Մաղաքեան (տեղապահ)
- Boghos II di Brusa (1863–1869) -- Պօղոս Բ Թագթագեան Պրուսացի
- Ignadios I di Costantinopoli (1869) -- Իգնատիոս Ա Գագմաճեան Կոստանդնուպոլսեցի
- Mkrtich I Khrimian di Van Catholicos di Tutti gli Armeni (1869–1873) -- Մկրտիչ Վանեցի Խրիմեան
- Nerses II di Costantinopoli (1874–1884) -- Ներսէս Բ Վարժապետեան Կոստանդնուպոլսեցի
- Harutiun I (1885–1888) -- Յարութիւն Ա Վեհապետեան
- Khoren I di Costantinopoli (1888–1894) -- Խորեն Ա Աշըգեան
- Matteos III di Costantinopoli (1894–1896) -- Մատթէոս Գ Իզմիրլեան Կոստանդնուպոլսեցի - detronizzato nel 1896 dalle'autorità Ottomane ed esiliato a  Gerusalemme
- Maghakia Ormanian (1896–1908) -- Մաղաքիա Օրմանեան Կոստանդնուպոլսեցի
- Matteos III di Costantinopoli (1908–1908) -- Մատթէոս Գ Իզմիրլեան Կոստանդնուպոլսեցի - reinsediato al ritorno dall'esilio
- Matteos II, Catholicos di Tutti gli Armeni (1908–1910)
- Yeghische Tourian (1909–1910) -- Եղիշէ Դուրեան Կոստանդնուպոլսեցի
- Hovhannes Arscharouni (1911–1913) -- Յովհաննէս Արշարունի Իսթանպուլցի
- Zaven I Der Yeghiayan (1913–1915) -- Զաւէն Եղիաեան Պաղտատցի
  - sede vacante (1915–1919) փոխանորդության շրջան
- Zaven I Der Yeghiayan (1919–1922) reinsediato -- Զաւէն Եղիաեան Պաղտատցի
  - sede vacante (1922–1927) Locum tenens - Տեղապահության շրջան
- Mesrob I Naroyan (1927–1943) -- Մեսրոպ Ա Նարոեան Մշեցի
  - sede vacante (1943–1951) Locum tenens - Տեղապահության շրջան
- Karekin I Khachadourian (1951–1961) -- Գարեգին Ա Խաչատուրեան Տրապիզոնցի
  - sede vacante (1961–1963) Locum tenens - Տեղապահության շրջան
- Shenork I Kaloustian (1963–1990) -- Շնորհք Ա Գալուստեան Եոզկատցի
- Karekin II Kazanjian (1990–1998) -- Գարեգին Բ Գազանճեան
- Mesrob II Mutafyan (1998–2016) -- Մեսրոպ Բ Մութաֆեան
  - Arcivescovo Aram Ateşyan, vicario apostolico (2010-2017) a causa dello stato di salute del Patriarca. È stato ufficialmente ritirato dal Sinodo della Chiesa Armena nel 2016.
  - sede vacante (dal 2017)
  - Locum tenens arcivescovo Karekin Bekdjian,  (15 marzo 2017 - 8 marzo 2019)
  - Locum tenens vescovo Sahag Mashalian (04 luglio 2019 - )
- Sahak II Mashalian (2019-...)